# Sotero Lemus

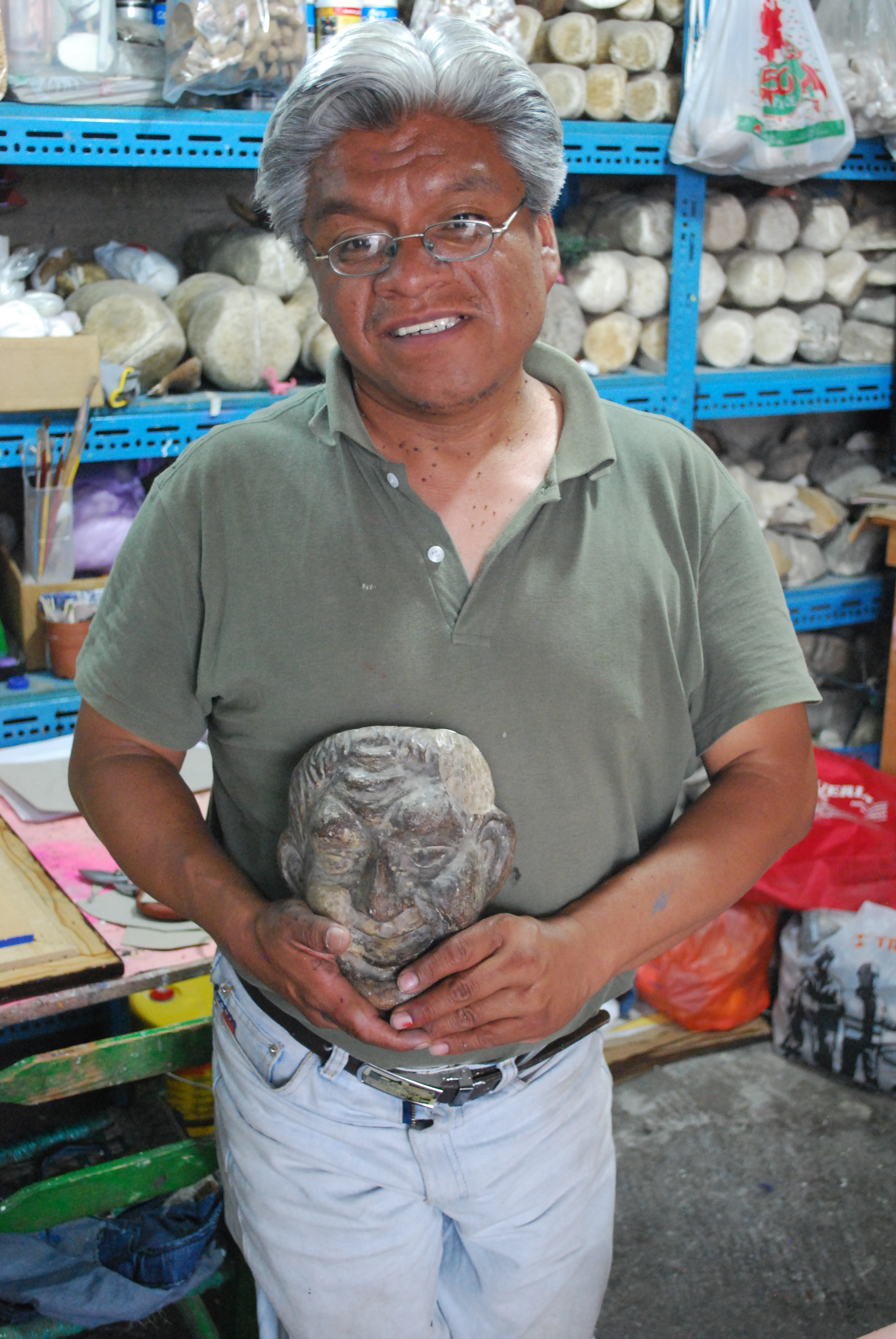
Lemus sosteniendo su trabajo en su taller ubicado en Ciudad Nezahualcóyotl, Estado de México.

Sotero Lemus Gervacio es un artesano de cartonería que es conocido por su fabricación de juguetes y figuras tradicionales. Ubicado en la Ciudad de México. El trabajo y estilo de Lemus está basado de la cartonería tradicional de Celaya, Guanajuato. Él conforma la cuarta generación cartonera de una familia que es reconocida en Celaya por su trabajo. Sus trabajos han sido vendidos y exhibidos en varias partes del mundo, incluyendo Estados Unidos, Europa y América Central. 
Desde 2005, ha estado involucrado en la creación de grandes trabajos para exhibición, empezando con una imagen de 12 metros de alto de Don Quijote montando a caballo, la cual estuvo por todo México durante aproximadamente un año.

## Descendencia familiar
Lemus es descendiente de una prominente familia cartonera en el pueblo de Celaya, destacando en esta actividad desde mediados del siglo XIX. Él conforma la cuarta generación de artesanos cartoneros, aprendiendo de su abuelo, Bernardino Lemus Valencia, que se hizo muy conocido y muy querido por su trabajo a pesar de que este nunca se tradujo en una seguridad financiera. Otros descendientes de Bernardino todavía trabajan en la cartonería, pero la familia de Sotero trabaja de forma independiente.

## De Celaya a Ciudad Nezahualcóyotl
El traslado fue decisión del padre de Sotero, Leobardo Lemus Flores, moviendo a la familia de Celaya a la Ciudad de México. Leobardo había tenido una larga historia en la cartonería, aprendiendo a la edad de 13 años e incluso aplicó mejoras y nuevas técnicas a su trabajo, aunque siempre manteniendo el estilo tradicional. Leobardo entró en el comercio cuando se estaba experimentando un auge, justo antes de la introducción de artículos de plástico producidos en masa, especialmente juguetes. Esa fue la razón por la que se movió a la Ciudad de México en 1970. Trabajó en albañilería y otros trabajos relacionados con la construcción, los cuales eran pobremente pagados. Leobardo y su esposa Leonor Gervasio Mendoza, quien también tenía un panorama familiar en la cartonería, decidieron crear juguetes carboneros. Su éxito vino al vender piezas afuera del antiguo Museo Nacional de artes populares y oficios junto a la Alameda Central, atrayendo la atención de la institución. A pesar de esto, las piezas eran lentas de crear y eran vendidas por poco dinero. Leobardo murió en 1988 a la edad de 52 años, pero no sin antes enseñar la técnica a varios miembros de la familia, incluyendo Sotero, el cual comenzó a la temprana edad de 10 años.

## Taller en la Ciudad Nezahualcóyotl

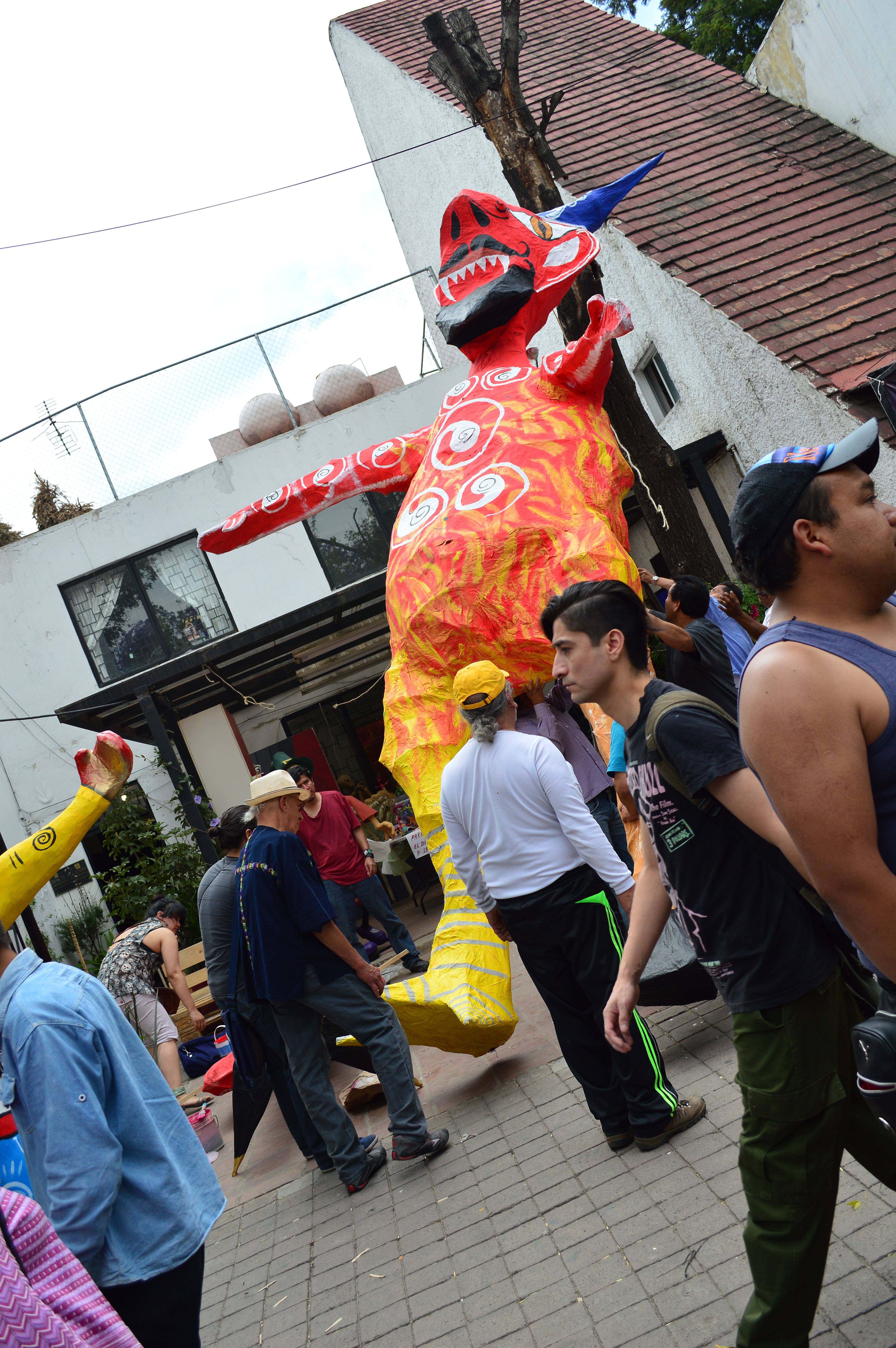
Judas de tamaño monumental construida por Lemus y su familia siendo levantada en el centro cultural de Santa Maria la Ribera para la Feria Anual de Cartonería de la Ciudad de México.

Alrededor de 1980, la familia se movió a Ciudad Nezahualcóyotl, una pequeña ciudad junto a la Ciudad de México, en el Estado de México. Sotelo continua con el negocio familiar, trabajando con su mamá y hermana Lucia Lemus. La casa familiar se compone de varios departamentos de dos plantas con vista a un patio. Se localiza en la zona del barrio de José Vicente Villada, cuyo taller es un área cubierta en el techo.
Sotero ha trabajado en mejorar técnicas y diseños, manteniendo la esencia de las piezas tradicionales, siendo reflejado especialmente en los juguetes. Sus moldes son de Celaya o han sido réplicas hechas por la familia. El taller todavía tiene moldes con una antigüedad de casi 100 años, recolectados por la familia con el paso de los años.
El trabajo de Sotero se ha distinguido a través de su propia creatividad así como el expandir los contactos de la familia. Sin abandonar el estilo de los viejos moldes, Sotero comenzó creando versiones actualizadas, tomando incluso clases de escultura en la Academia de San Carlos. La mejora en el valor artístico fue recompensada en 1987, cuando Sotero ganó el primer lugar en una competición artesanal en Celaya.
Uno de los contactos de Sotero es Juan Jiménez, un coleccionista y promotor cultural quien tuvo la idea de crear una monumental imagen de Don Quijote en su caballo en 2004. Las grandes piezas no son nuevas, pero si anteriores al 2000 y era raro que fueran mayores a los dos metros, en lo que Lemus tenía experiencia. No obstante, este proyecto fue demasiado ambicioso. Al final alcanzó los 12 metros de alto, y tuvo que ser dividida en diferentes piezas, con el fin de poder ser transportada y exhibida. La construyó con materiales y técnicas tradicionales, usando 1000 tiras de líneas rojas, 70 kilos de cable y 200 tiras de madera. No se utilizaron pegamento o clavos fueron para unir detalles como narices u orejas, solamente pasta e hilo.
Un aspecto que no fue tradicional en la escultura de Don Quijote es que fue hecho con características mexicanas en lugar de europeas. A pesar de que la gente pensó que el proyecto era tonto, la figura atrajo la atención y fue inmediatamente invitada para ser exhibida en varios edificio municipales locales. moviéndola al Palacio Nacional en la Ciudad de México y el Festival Cervantino en Guanajuato (nombrado así por el autor de Don Quijote). Posteriormente Don Quijote regresó a Ciudad Nezahualcóyotl, siendo colocado en el palacio municipal de gobierno después de aproximadamente un año de gira. El éxito del proyecto ha dado lugar a diversas piezas y monumentos, como una colección de una docena de águilas reales (el símbolo de México) para la galería de Historia del Museo del Caracol.
Muchos de lo trabajos de Lemus han sido exhibidos en calles y avenidas de México, así como han sido llevadas a España, Francia, Alemania, Estados Unidos y América Central, recibiendo patrocinio de varias entidades no lucrativas y agencias gubernamentales.
A pesar del éxito de la familia, las ventas no son garantías, por lo que Soltero también da clases para complementar sus ingresos de las ventas.

## Técnicas

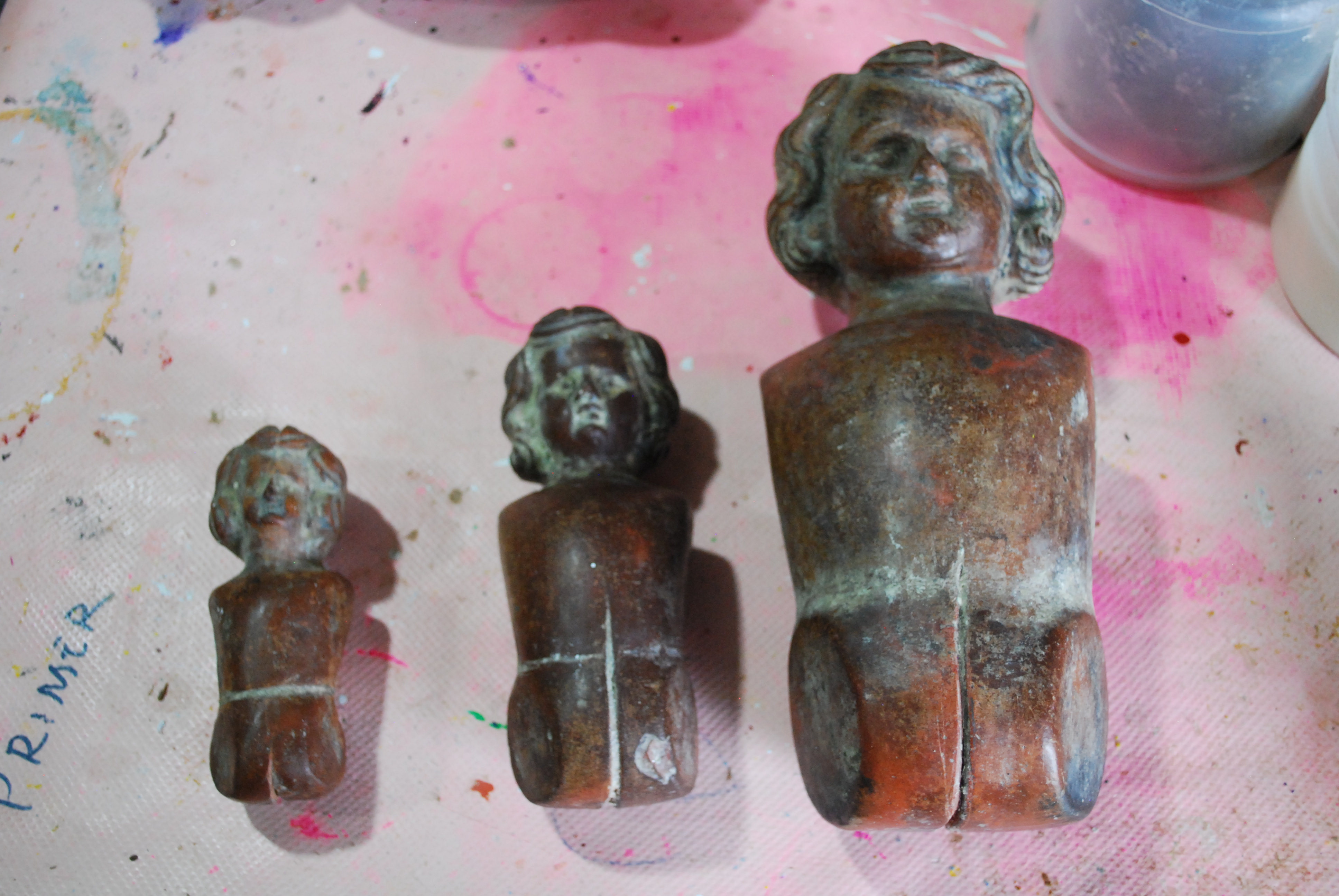
Moldes de principios del para producir muñecas en el taller de Lemus, Celaya.

El trabajo de la familia Lemus sigue siendo de tradición, con la actualización de los detalles en lugar de cualquier cambio radical. Las piezas más comunes son las muñecas, figuras de animales y máscaras. También los populares alebrijes son aceptados como tradicionales por muchos artesanos de la cartonería; Lemus no ha expandido la producción familiar de estos. Todas las piezas usan periódico, papel (artesanal o cartón) y pasta. Las piezas pueden tener resortes de alambre para la fijación de las extremidades, especialmente la cabeza para permitir el movimiento. A excepción de la pintura acrílica, los materiales modernos como el plástico, no se utilizan para la decoración lo que dota a las piezas de una sensación antigua, incluso cuando son nuevas.